# Luciosudis normani
Luciosudis normani är en fiskart som beskrevs av Fraser-brunner, 1931. Luciosudis normani ingår i släktet Luciosudis och familjen Notosudidae. Inga underarter finns listade i Catalogue of Life.